# Gemma di Vergy
Gemma di Vergy è un'opera lirica di Gaetano Donizetti su libretto di Giovanni Emanuele Bidera. L'opera debuttò il 24 dicembre 1834 al Teatro alla Scala di Milano, ottenendo un buon successo. Col passare del tempo l'opera uscì dal repertorio, ma fu eseguita nel 1975 a Napoli con Montserrat Caballé nel ruolo della protagonista, e poi ripresa a Barcellona, New York e Bergamo.

## Cast della prima assoluta
| Personaggio    | Interprete                  |
| -------------- | --------------------------- |
| Conte di Vergy | Giovanni Orazio Cartagenova |
| Gemma          | Giuseppina Ronzi de Begnis  |
| Ida            | Felicita Baillou-Hillaret   |
| Tamas          | Domenico Reina              |
| Guido          | Ignazio Marini              |
| Rolando        | Domenico Spiaggi            |

## Trama
L'opera è ambientata in Francia, all'epoca della guerra dei cent'anni. 

Gemma è sposata con il Conte di Vergy, che sta per tornare dalla guerra. I suoi cavalieri Guido e Rolando però sanno che il conte di Vergy l'ha ripudiata, perché Gemma è sterile e non può avere figli; per questo si sposa con la giovane Ida di Gréville. Gemma, prima disperata, poi vendicativa, all'inizio cerca di uccidere Ida, ma poi, fallendo, chiede all'arabo Tamas, che la ama segretamente, di vendicarla. Tamas uccide il conte, ma Gemma si pente troppo tardi di ciò che è successo. Tamas si suicida, e Gemma, disperata, si proclama innocente, dicendo che tutto ciò è avvenuto per colpa del destino.

## Struttura musicale

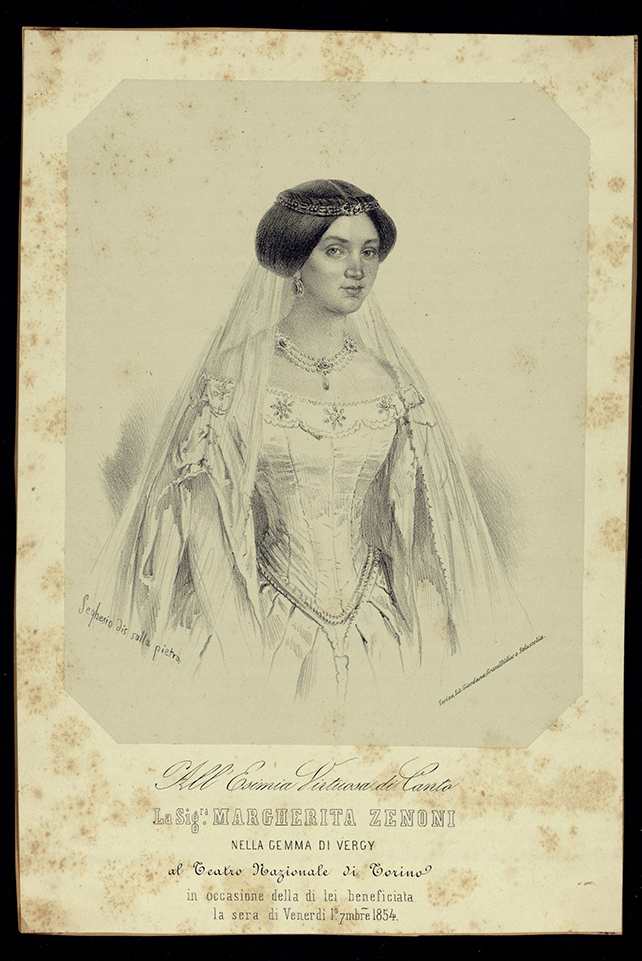
Gemma di Vergy, disegno per Gemma di Vergy (1854). Archivio Storico Ricordi

- Sinfonia

### Atto I
- N. 1 - Introduzione e Cavatina di Gemma Qual guerriero sul bruno destriero - Una voce al cor d'intorno (Guido, Coro, Rolando, Tamas, Gemma)
- N. 2 - Duetto fra Gemma e Guido Ripudiata? Me infelice!
- N. 3 - Coro e Cavatina del Conte Lode al forte guerriero, ed onore - Qui un pugnale! Chi' l confisse (Coro, Conte, Guido)
- N. 4 - Finale I Assassino, che il ferro immergesti (Coro, Tamas, Guido, Conte, Gemma)

### Atto II
- N. 5 - Coro e Duetto fra il Conte e Guido Come luna, che al tramonto (Coro, Ida, Conte, Guido)
- N. 6 - Coro e Quartetto Vieni, o bella, e ti ristora - Rea cagion de' mali miei (Coro, Gemma, Ida, Conte, Tamas)
- N. 7 - Coro e Duetto fra Gemma e Tamas D'Ida è pari la beltà - Non è ver: non è quel tempio (Coro, Gemma, Tamas)
- N. 8 - Aria Finale di Gemma Fian mia cura insino a morte (Gemma, Guido, Ida, Tamas, Coro)

## Discografia
| Anno | Cast (Gemma, Ida, Tamas, Conte di Vergy, Guido)                                                   | Direttore, Orchestra e Coro | Etichetta |
| ---- | ------------------------------------------------------------------------------------------------- | --- | --- |
| 1975 | Montserrat Caballé, Bianca Maria Casoni, Giorgio Casellato Lamberti, Renato Bruson, Mario Rinaudo | Armando Gatto Orchestra e Coro del Teatro San Carlo di Napoli (Registrazione dal vivo al Teatro San Carlo)                      | LP: UORC 282 Historical Operatic Treasure ERR 137 MRF RECORDS 122-S CD: MYTO MCD 952.124 Opera d'Oro OPD 1379 Premiere Opera Ltd. CDNO 10562 |
| 1976 | Montserrat Caballé, Natalya Chudy, Luis Lima, Louis Quilico, Paul Plishka                         | Eve Queler New York Opera Orchestra e Schola Cantorum (Registrazione dal vivo alla Carnegie Hall di New York)                   | LP: Columbia MS 34575 CBS «Masterworks» 79303                                                                                                |
| 1976 | Montserrat Caballé, Anna Ringart, Luis Lima, Juan Pons, Vicente Sardinero                         | Armando Gatto Nouvel Orchestre Philharmonique e Coro di Radio France                                                            | LP: Rodolphe 12499 CD: Rodolphe RPC 32499-500 MYTO 952.124 (1995) Agorà 501                                                                  |
| 1987 | Adriana Maliponte, Nucci Condò, Ottavio Garaventa, Luigi De Corato, Agostino Ferrin               | Gerd Meditz Orchestra e Coro della RAI di Milano (Videoregistrazione di uno spettacolo al Teatro Donizetti, Bergamo, 7 ottobre) | DVD: House of Opera DVDCC 601 (2005) |